# الحملة الإسبانية على جربة (1510)
الحملة الإسبانية على جربة (1510) هي حملة عسكرية إسبانية بقيادة غارثيا ألفاريز دي توليدو إي ثونيغا على جزيرة جربة التونسية في 1510 بتوجيه من فرديناند الثاني ملك أراغون، باءت الحملة بالفشل وقتل آلاف الجنود الإسبان على رأسهم قائد الحملة نفسه، فيما عرف في المصادر الإسبانية باسم كارثة جربة (بالإسبانية: Desastre de los Gelves).

## خلفية تاريخية
عندما ضعفت الدولة الحفصية، وقعت جربة وغيرها من مدن الساحل المغاربي تحت النفوذ العثماني ممثلاً في الأخوين بربروس، فقد حصل عروج بربروس على موافقة شيخ جربة الحاكم الحفصي للجزيرة، لاتخاذها قاعدة لعشر سفن أو نحو ذلك من أسطوله الذي يهاجم السفن الأوروبية. فلما سقطت وهران في 1509 كان لذلك أثره في رفع معنويات الإسبان وازدادت نفوسهم حماسة، دفعت تاج أرغون إلى تشكيل حملات جديدة للغزو. حيث تجمعت قوة عسكرية بقيادة بيدرو نافارو في يابسة وفورمينتيرا في ديسمبر 1509، بهدف الاستيلاء على عدة مواقع على الساحل البربري. ثم غادرت 20 سفينة تحمل ما بين أربعة وخمسة آلاف رجل، صوب بجاية في 1 يناير 1510، ونزلت الحملة في اليوم الخامس واستولت على المدينة بغير عناء كبير نتيجة المقاومة الهشة.
كما دفعت معركة وقعت عند ضواحي الجزائر وتونس كلتا المدينتان على تقديم الولاء - على الأقل ظاهرياً - للملك فرديناند. أدى وباء تسبب في وفاة مائة شخص، إلى نزوح الإسبان إلى فافينيانا، حيث تزودوا بالإمدادات. ثم أبحروا تجاه طرابلس في 15 يوليو 1510. حيث تعرضت المدينة للسلب والنهب، وقتل الآلاف من المدافعين وأخذ غالبية السكان المدنيين كعبيد وأسرى.

## كارثة جربة
غادر بيدرو نافارو طرابلس في 29 يوليو 1510 مع عدد قليل من المراكب، طالباً استسلام جربة. ولما رُفض مطلبه، رجع إلى طرابلس. ثم وصل غارثيا ألفاريز دي توليدو إي ثونيغا مع 3.000 رجل برتبة القائد العام، ليحل محل بيدرو نافارو على رأس القوات. وأبحر تجاه جربة في في 26 أغسطس ووصلها يوم 29. كان الغرض من احتلال جربة إقامة حصن فيها لدعم الإسبان في وهران وبجاية والجزائر وطرابلس.
نزلت الحملة الإسبانية من قوارب التجديف. ولم يكن لدى رجالها البالغ عددهم 15.000 أي دواب، لذلك اضطروا إلى حمل قطع المدفعية بأنفسهم وحمل الذخيرة والبارود على أكتافهم.:84 وبعدما اصطفت الوحدات بدأت السير إلى قلعة جربة. تسبب الحر وقلة المياه في معاناة شديدة للإسبان، فتركوا مواقعهم تدريجياً للوصول إلى بعض الآبار في بستان نخيل.
كان فرسان المدافعين في انتظارهم بالقرب من هذا المكان، وتغلبوا على عدة مئات من جنود الطليعة الإسبانية الذين كانوا يروون ظمأهم. وعلى الفور، بدأ جنود المشاة الإسبان في الفرار، وجمعوا أولئك الذين انفصلوا مثلهم عن سريات الخيالة من أجل الارتواء من الآبار، فنشروا الذعر بين رفاقهم في السلاح. وعليه تخلى الكثيرون عن أسلحتهم ودروعهم لكي يفروا بسرعة أكبر. أخذ غارثيا ألفاريز دي توليدو إي ثونيغا رمحاً وحاول الدفاع عن نفسه، لكن المهاجمون قُتلوه.
واصلت القوات الإسبانية انسحابها متراجعة إلى النقطة التي نزلت بها. وتحركت قوارب التجديف للتحكم في الممر الضيق الذي يربط الجزيرة بالبر الرئيسي، بينما لم تتمكن السفن الأخرى من المناورة بالقرب من الشاطئ. ألقى الجنود بأنفسهم في البحر في محاولة للوصول إليها، وأرسل قباطنتها زوارق لانتشالهم. غرق كثيرون أثناء محاولتهم الهرب في القوارب المثقلة بالأحمال.:85
كان لا يزال هناك 3000 رجل في انتظار إقلالهم عندما حلّ الليل. قُتل الكثيرون أو أُسروا أثناء الليل، وآخرون في صباح اليوم التالي. رفض بعض القباطنة السماح لمزيد من الجنود بالصعود إلى سفنهم لأنه لم يكن لديهم ما يكفي من الماء لهم، وغادروا إلى نابولي. ثم هبت عاصفة جنحت فيها سفينتا كارافيل وغليون وغرق معظم رجالها. نجا البعض بالتشبث بالصواري وأرسل نافارو سفينتين لانتشالهم.
غادر الأسطول بأكمله يوم الثلاثاء 3 سبتمبر، مع رياح مواتية، لكن الرياح البحرية فرقت السفن. تشير التقديرات إلى أن ما بين 2000 و4000 رجل لقوا حتفهم في هذه الحملة. غادر الجزء الأكبر طرابلس بما تبقى من الأسطول بنحو 8000 رجل تقلهم 60 سفينة في 4 أكتوبر، واتجه شمالاً، لكن عاصفة جديدة تسببت في خسارة المزيد من السفن. فعادت مرة أخرى إلى طرابلس، ثم أبحرت 30 سفينة تُقل 5000 رجل إلى لامبيدوزا، حيث قضوا الشتاء هناك.

## تداعيات الحملة
كانت هزيمة الإسبان في جربة 1510 بمثابة صفعة قوية لهم حيث خُلد ذكراها في الأشعار والأمثال الشعبية. وذُكرت في أشعار غارثيلاسو دي لا فيغا ولويس دي غونغورا.
تعرضت جربة للنهب من قبل الجنويين بعد ذلك في 1513، ثم سقطت أخيراً في يد الإسبان في 1520 حتى 1524، عندما استعادها خير الدين بربروس لتصبح إحدى القواعد الرئيسية للجهاد البحري في شمال أفريقيا بقيادة أمير البحر العثماني درغوث ريس. تعرضت جربة لحملة أخرى شنها فرسان مالطا ونائب الملك الإسباني في نابولي في أبريل 1551، حوصر درغوث ريس في قناة جربة من قبل قواديس جنوة بقيادة أندريا دوريا لكنه تمكن من الفرار منها. ثم احتل أسطول أوروبي، يتألف أساساً من سفن إسبانية ونابولية وصقلية ومالطية، بقيادة خوان لويس دي لا سيردا، دوق ميديناسيلي، بدوره الجزيرة في 1560 لتهيئتها كقاعدة عمليات ضد طرابلس. في سياق التنافس مع العثمانيين للسيطرة على البحر المتوسط، لتندلع معركة بحرية قبالة الجزيرة، من 9 إلى 14 مايو 1560، انتهت بانتصار العثمانيين الذين قضوا بعد ذلك على الحامية الإسبانية في جربة وبنوا من عظام القتلى "برج الجماجم" الذي ظل قائماً حتى 1846.